# Anicet Kuzunda Mutangiji
 (juillet 2021).
Anicet Kuzunda Mutangiji est un homme politique de la république démocratique du Congo. Il est ministre de l'industrie dans le gouvernement Muzito III.